# Diaparsis jucunda
Diaparsis jucunda är en stekelart som först beskrevs av Holmgren 1860.  Diaparsis jucunda ingår i släktet Diaparsis och familjen brokparasitsteklar. Inga underarter finns listade i Catalogue of Life.